# Bondurant, Wyoming

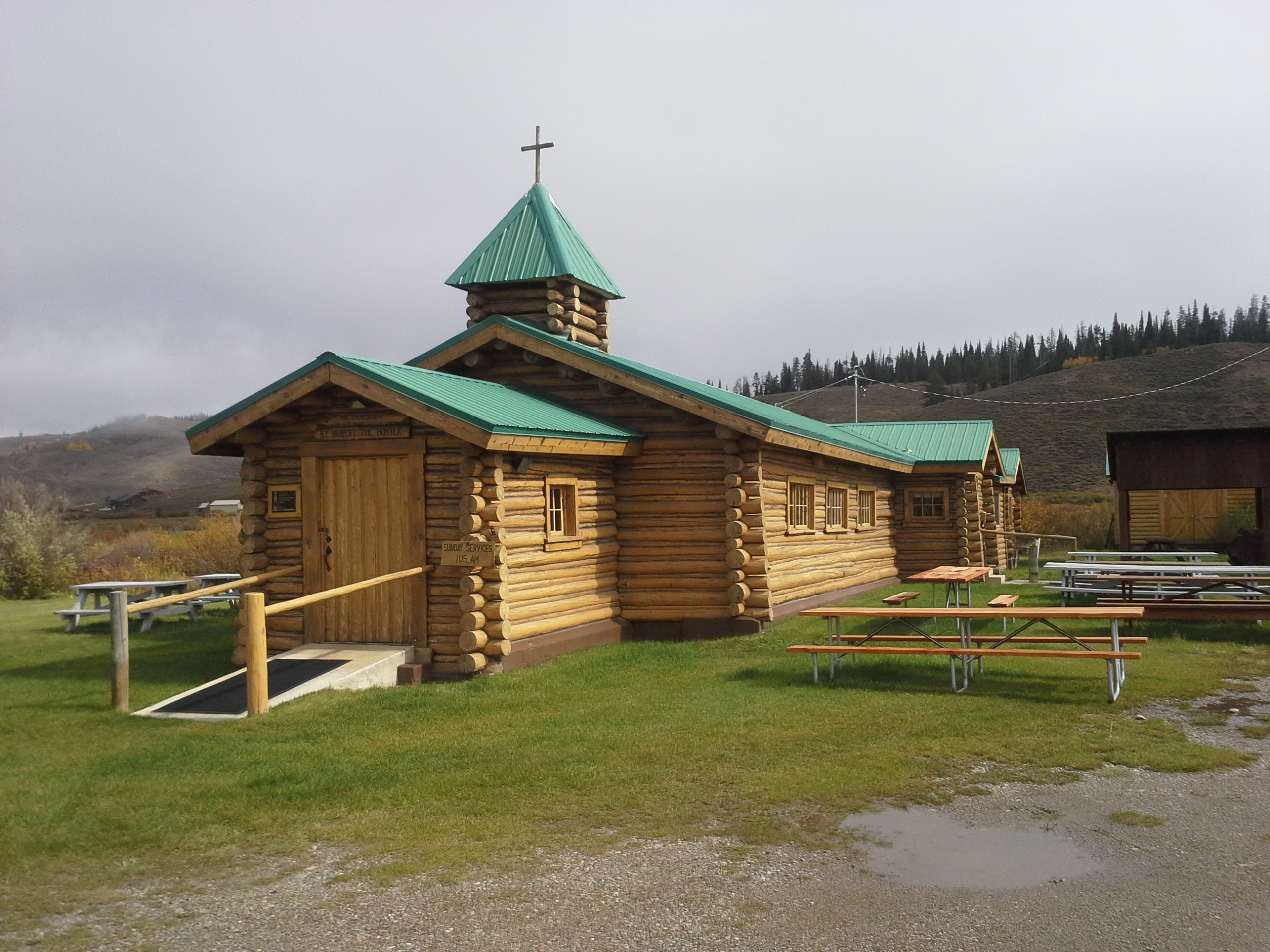
Sankt Hubertuskyrkan i Bondurant, sedan 2002 upptagen i National Register of Historic Places.

Bondurant är en ort (census-designated place) i Sublette County i västra delen av den amerikanska delstaten Wyoming. Orten är belägen vid Hoback River, på den plats där dess södra gren South Fork förenas med huvudfåran, omkring 55 kilometer sydost om Jackson, Wyoming. Befolkningen uppgick till 93 invånare vid 2010 års federala folkräkning.
Orten ligger inom Bridger-Teton National Forest och genomkorsas i nordväst-sydostlig riktning av U.S. Route 189/191.